# Jaroslaw Jewgenjewitsch Koschkarjow
Jaroslaw Jewgenjewitsch Koschkarjow (russisch Ярослав Евгеньевич Кошкарёв, englische Transkription: Yaroslav Koshkarev, * 21. Mai 1985 in Moskau) ist ein russischer Beachvolleyballspieler.

## Karriere
Koschkarjow wurde 2002 mit Ruslan Dajanow Dritter der Jugend-Weltmeisterschaft in Xylokastro. Bei den Junioren-Weltmeisterschaften 2003 in Saint-Quay-Portrieux und 2004 in Porto Santo belegten die jungen Russen jeweils den neunten Rang. 2005 bildete Koschkarjow ein Duo mit Sergei Prokopjew, das im nächsten Jahr Neunter des Open-Turniers in Sankt Petersburg wurde und bis zum Moskauer Grand Slam 2008 zusammenspielte. Bei der Europameisterschaft 2009 unterlag Koschkarjow mit Dmitri Barsuk erst im Viertelfinale den Spaniern Gavira/Herrera. 2010 gelangen ihm mit Igor Kolodinski mehrere Top-Ten-Platzierungen bei Open-Turnieren und Grand Slams. Die EM in Berlin endete für das Duo im Viertelfinale gegen die Spanier Lario/Mesa.
Im nächsten Jahr kam Koschkarjow mit Konstantin Semjonow zusammen. Bei der Weltmeisterschaft in Rom wurden die beiden Russen Gruppenzweiter und mussten sich erst im Achtelfinale den späteren Siegern Emanuel/Alison aus Brasilien geschlagen geben. Danach schafften sie bei vier Grand Slams in Folge Top-Ten-Ergebnisse.